# Lentidium mediterraneum
Lentidium mediterraneum is een tweekleppigensoort uit de familie van de Corbulidae. De wetenschappelijke naam van de soort werd in 1829 voor het eerst geldig gepubliceerd door Oronzio Gabriele Costa.